# Mostovi (album)
Mostovi su drugi album sastava Rundek Cargo Trio. Album sadrži 11 pjesama od kojih su hitovi naslovna skladba, Džaba, Ima ih, Don Juan, Indijska, Midnight Calypso, Ne zaboravi me...
Album je objavio Menart u Hrvatskoj.